# Podgvozd
Podgvozd (Podgozd) je katunsko naselje na Morinama. Morine je bila najpoznatija "planina" humnjačkih Hrvata. Podgvozd je uz Planinicu, Lakat, Gornje i Donje Somine, Bjelojeviće i druge bile među poznatim katunima.
Sjeverno od Podgvozda su Ledenice na Crvnju.
Podgvozd je podno Trepetlike i Vrhgorca. Južno je Kršna Jela. Puteljkom prema istoku dolazi se na glavnu prometnicu koja ide preko nekropole Kopano groblje. Put prema jugu od Podgvozda vodi prema Maslaćevoj mahali. Maslaćeva mahala je "planina" Humnjaka Maslaća u Podgvozdu, na Morinama.
Sijeno u Podgozdu je uvijek bilo najpitomije u Hercegovini.
Budući da se na planini se ostajalo po tri do četiri ljetna mjeseca, uz katune su nastajala i groblja i pojedinačna grobišta. U Podgvozdu ima katoličko groblje. Na groblju je nekoliko grobova. Groblje se nalazi pod Maslaćevom čatrnjom, a bilo je namijenjeno za područje Podgvozda i Maslaćeve mahale, zvana Vukava. Na njemu su se ukopavali Maslaći i Jurkovići, koji bi umrli za četveromjesečna planinskog boravka, a osim njih ovdje su ukapani svi katolici s ove strane Morina. Nije bilo stanovnika koji su ovdje stanovali tijekom cijele godine.
Neki od hrvatskih rodova imali su svoja vlastita groblja, a na njima se pokapalo i pokojnike iz drugih hrvatskih rodova koji su planištarili u tom dijelu. Komunističko doba i rat u BiH učilini su da Planinica, Morine, groblje na Balinovači i druga groblja budu zaboravljeni od unuka starih planištara.
Obitelji koje su iz 'Humnine' dolazile ljeti na 'Planinu' u Podgvozd su obitelji Menalo, Maslać, Hajdarović, Jurković, Zekić, Ivanković, Brstina, Mandrapa, Govedarica.
Ovo naselje dalo je jednog svećenika. U Maslaćima, Morine, Cerovica rodio se katolički svećenik don Ivan Maslać-Pedić (21. lipnja 1895. - pod Turkovićima, 2. studenoga 1924.), župnik Trebinje i Ravnog. Tragično je stradao u neobičnoj nesreći. Ostatci njegova tijela preneseni su u svećeničku grobnicu pred hrašanjsku crkvu 1966. godine.

## Vanjske poveznice
- Župa Uznesenja BDM, Nevesinje Morine - Podgvozd, 24. kolovoza 2010.
- Župa Uznesenja BDM, Nevesinje Na Morinama ilindanska slava, 22. srpnja 2012.
- Župa Uznesenja BDM, Nevesinje Tragom planištara iz Donje Hercegovine po Morinama, Sominama..., 1. rujna 2010.